# Francis Boisson
Francis Boisson (ur. 22 stycznia 1928 w Monako, zm. 23 grudnia 2021) – monakijski strzelec, olimpijczyk. Kuzyn Pierre’a, również strzelca.

## Życiorys
Ze strzelectwem zetknął się po raz pierwszy w Carabine de Monaco, gdzie pracował jako sekretarz przez 20 lat. Z czasem sam podjął treningi strzeleckie w tym klubie. 
Dwukrotny olimpijczyk (IO 1960, IO 1972). Startował wyłącznie w karabinie małokalibrowym w trzech postawach z 50 m, zajmując podczas obu turniejów 67. pozycję. Na Letnich Igrzyskach Olimpijskich 1976 był chorążym reprezentacji podczas ceremonii otwarcia igrzysk.
Przez 30 lat był skarbnikiem Monakijskiego Komitetu Olimpijskiego. Wieloletni pracownik Casino de Monte-Carlo, w którym doszedł do stanowiska zastępcy dyrektora kasyna. Żonaty z Francine.

## Wyniki

### Igrzyska olimpijskie
| Igrzyska       | Konkurencja                               | Wynik                   | Miejsce | Źródło |
| -------------- | ----------------------------------------- | ----------------------- | ------- | ------ |
| Rzym 1960      | Karabin małokalibrowy, trzy postawy, 50 m | 504 pkt. (189–164–151)  | 67      | [ 3 ]  |
| Monachium 1972 | Karabin małokalibrowy, trzy postawy, 50 m | 1004 pkt. (375–326–303) | 67      | [ 4 ]  |